# Adam-Mickiewicz-Hügel der Unsterblichkeit

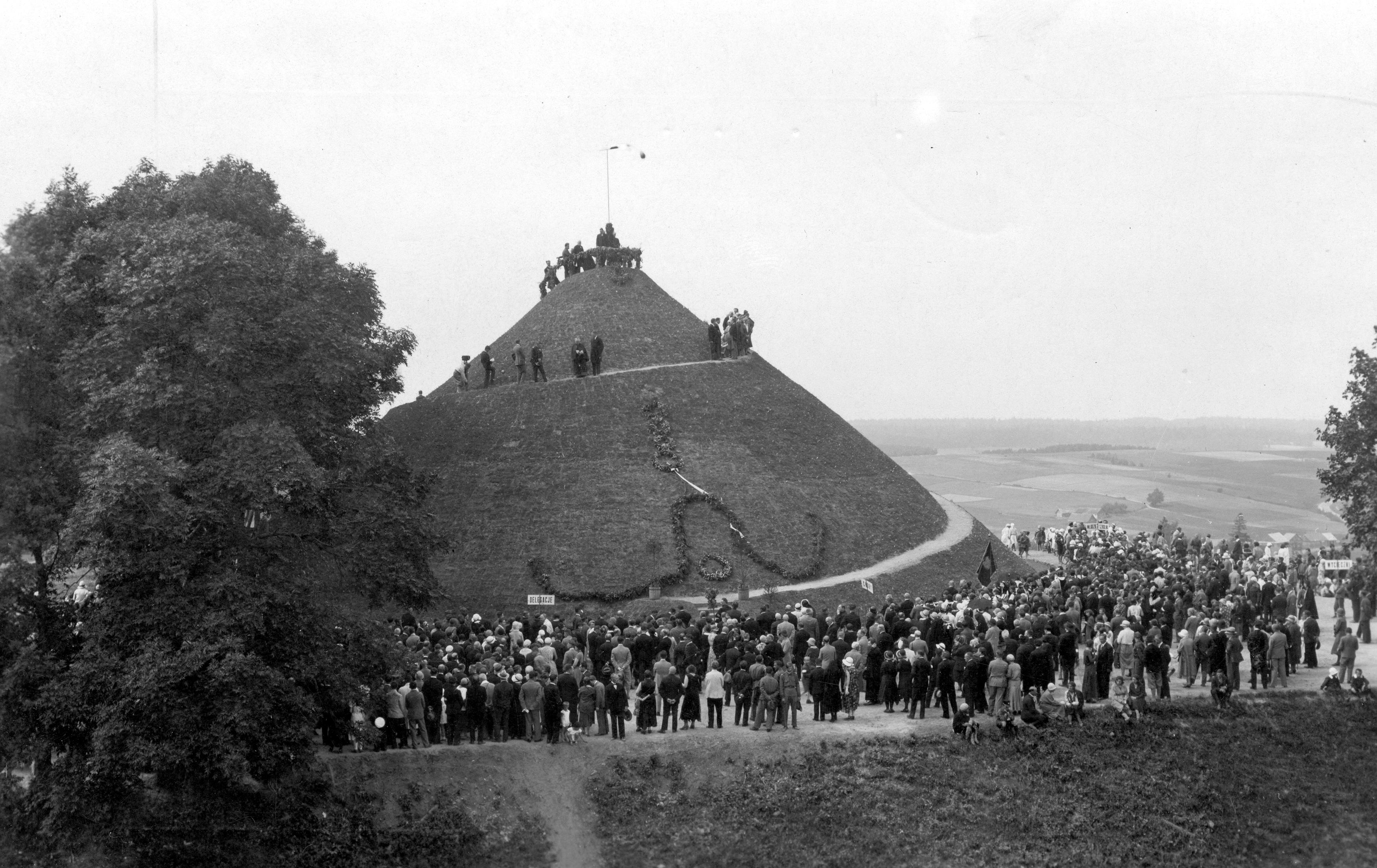
Eröffnung des Gedenkhügels, 1931

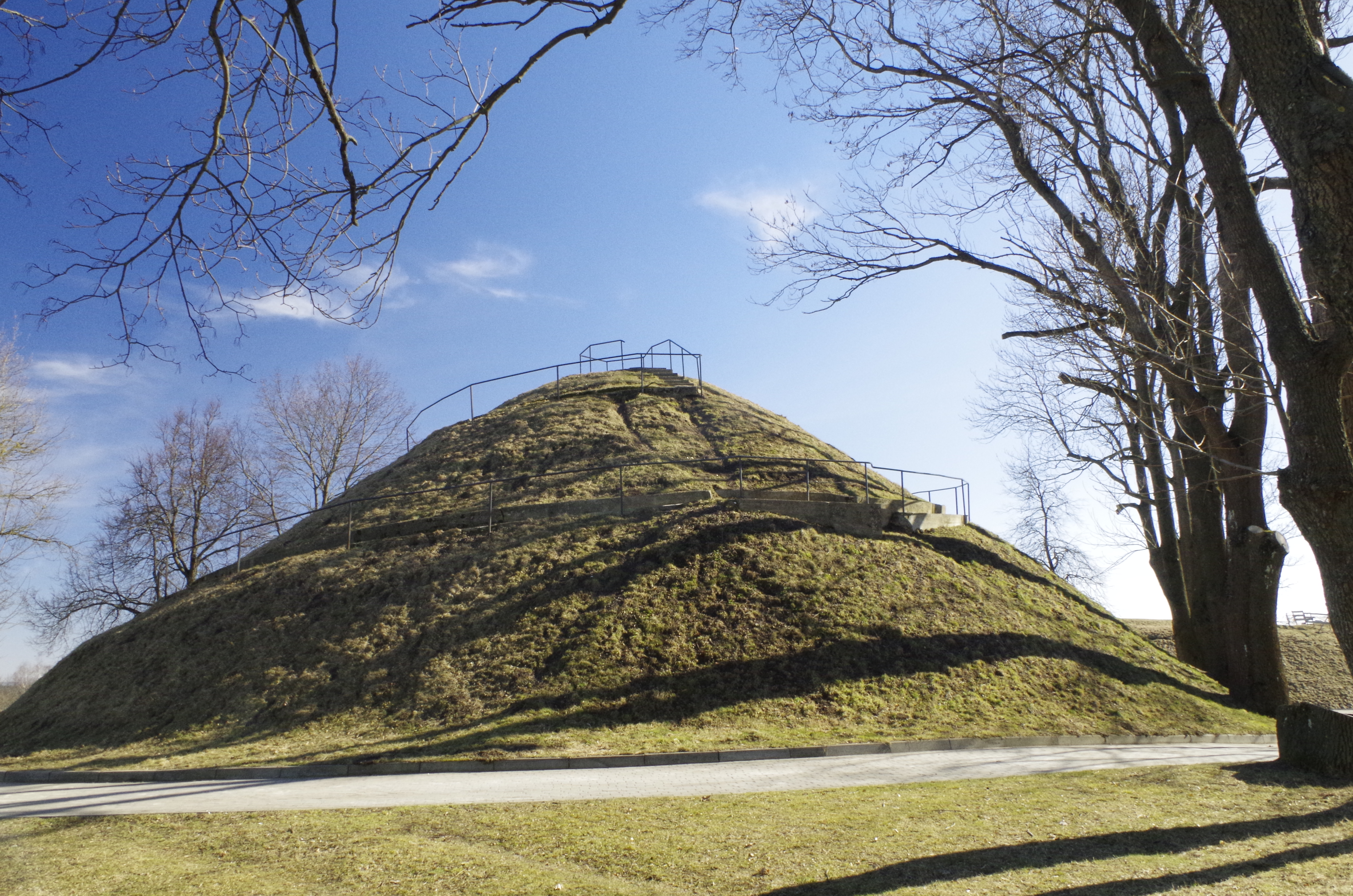
Der Gedenkhügel im Jahr 2014

Der Adam-Mickiewicz-Hügel der Unsterblichkeit  ist ein historisches Denkmal in Nawahrudak, das 1924–1931 zu Ehren von Adam Mickiewicz errichtet wurde. Er liegt im Stadtzentrum, in der Nähe der Maly-Zamku-Straße (belarussisch вуліцы Малым Замку). Er ist auf der staatlichen Liste historischer und kultureller Werte von Belarus eingetragen. Die Praxis, zu Ehren einer Person einen Gedenkhügel zu errichten, ist in Belarus einzigartig.

## Geschichte
Der Hügel wurde auf Initiative des Mickiewicz-Komitees auf einem Grundstück aufgeschüttet, das für 6000 Złoty aus freiwilligen Spenden gekauft wurde. Die feierliche Grundsteinlegung fand am 27. Mai 1924 statt, gleichzeitig wurde die von Stanisław Pigoń (Станіславам Пігонем), einem polnischen Professor an der Universität Vilnius, verfasste, auf Pergament geschriebene und von den Mitgliedern des Mickiewicz-Komitees unterzeichnete Stiftungsurkunde in einer Blechdose in die Erde eingelassen. 
Nach der ersten Handvoll Erde, die vom Gründer des Mickiewicz-Komitees geworfen wurde, begannen die Mitglieder des Komitees Erde auszuschütten, und dann die Bewohner der Region Nawahrudak, Vertreter aller Kreise der Woiwodschaft sowie anderer Teile Westweißrusslands, Polens und Litauens.
1931 wurde die Aufschüttung des Hügels beendet. An seinem Fuß wurde eine Stele mit Widmungsinschrift aufgestellt, die 1998 anlässlich der Feierlichkeiten zum 200. Geburtstag des Dichters durch einen Findling ersetzt wurde.
1992 wurde unweit des Hügels ein Denkmal für Adam Mickiewicz errichtet.